# 오오야마 노부요

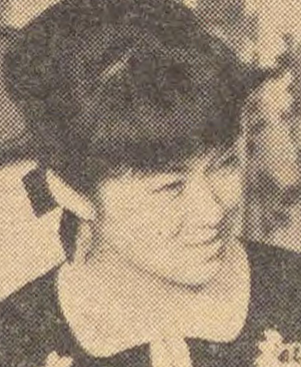

오오야마 노부요(일본어: 大山のぶ代 오야마 노부요[*], 1933년 10월 16일~2024년 9월 29일)는 일본의 배우이자 성우이다. 그녀의 본명은 야마시타 노부요(山下 羨代)이다. 이것(야마시타 노부요)은 결혼 이후의 본명이다. 즉 야마시타는 남편의 성인 것이다.  1956년, NHK의 드라마인 눈동자로 데뷔하였고, 무려 26년 동안 (1979년~2005년) 도라에몽의 목소리를 녹음했다.

## 치매 투병
2015년 5월 13일에 오오야마 노부요가 심각한 치매를 겪고 있다는 게 남편으로부터 공개되었다. 치매가 너무나도 심각하여 2분 전 일도 기억하지 못하고 요리, 목욕 등 일상생활을 누군가의 도움 없이 혼자서 하기는 무리라고 했다.

## 캐스팅 활동
- 사자에상(카츠노 이소노 역, 첫번째 캐스팅 활동)
- 도라에몽(도라에몽 역, 1979~2005년)
- 노라쿠로(노라쿠로 역)
- 하제돈(하제돈 역)
- 무적의 슈퍼맨 Zambot 3(케이피 진 역)
- 단간론파(모노쿠마 역)
- 단간론파 2(모노쿠마 역)
- Danganronpa의 기타 에피소드(모노쿠마 역)